# Мінаєв Геннадій Михайлович
Генна́дій Миха́йлович Міна́єв (*11 жовтня 1963, с. Велике Городище Шебекинського району Бєлгородської області РРФСР) — український громадський діяч, колишній міський голова міста Суми (2006–2014).

## Біографія
Геннадій Михайлович Мінаєв народився 11 жовтня 1963 року в селі Велике Городище Шебекинського району Бєлгородської області (Росія) в родині вчителів.
У 1980 році з відзнакою закінчив Великогородищенську середню школу.
За спеціальністю інженер-механік-дослідник (у 1986 році завершив навчання у Харківському політехнічному інституті).
У 1986—88 роках проходив строкову військову службу в лавах Збройних Сил СРСР на півострові Рибачий Мурманської області на посаді командиру стартового взводу зенітно-ракетного дивізіону. Мав звання гвардії старший лейтенант. Зараз має війскове звання майор.
Трудовий шлях розпочав інженером лабораторії міцності СКБ турбокомпресорних машин ВНДІКомпрессормаш СМНВО ім. М. В. Фрунзе.
Від 1993 року Г. М. Мінаєв працював у комерційних структурах, зокрема, електриком у малому підприємстві «Лампа Кошице» та у науково-виробничому ТОВ «Нафтогазтехнологія».
У 1994—98 роках обіймав посаду заступника директора науково-виробничого ТОВ «Комп'ютерні інформаційні технології», що спеціалізується на розробці та впровадженні програмного забезпечення. Виступаючи одним із засновників зазначеного підприємства, очолював його у період від 1998-го по вересень 2005 року.
Геннадій Мінаєв — активний учасник Помаранчевої революції. У ході президентських виборів наприкінці 2004 року Геннадій Мінаєв був одним із організаторів акцій протесту проти фальсифікацій результатів голосування на Сумщині «кланом Щербаня-Омельченка».
Від травня 2005 року Г. М. Мінаєв очолював Раду Сумського обласного об'єднання громадян «Громадська ініціатива „Нічний Дозор“». У жовтні 2005 року обраний головою правління цього об'єднання.
У березні 2006 року Геннадій Михайлович Мінаєв обраний міським головою міста Суми.
31 жовтня 2010 року сум'яни переобрали Геннадія Мінаєва, висунутого політичною партією «Рідне місто», на посаду міського голови міста Суми на другий термін.
Голова Сумського регіонального відділення Асоціації міст та громад України (травень 2006 р. — лютий 2013 р.).
Позапартійний. Одружений, має сина.

## Висловлювання
12 лютого 2014 року Геннадій Михайлович на своїй сторінці у Facebook написав: «Bonjour єврофрендам і не лише! „Достати“ мене вам, холопи кремлівські, не вдасться! Прапор Європи у Сумах буде! Принаймні, поки я міський голова!» Він також додав: "Мало хто відмітив, але апаратна нарада при міському голові в актовій залі міської ради проходила під символом трьох прапорів — міста Суми, України та Європи! Я всіх вас «контриків» «мав на увазі» або «мав зважаючи на»! На!.. На!.. На!.. х", — зазначив очільник міста". Він також написав послання до тих, хто спробує зняти стяг ЄС зі флагштока: "Механізмів підйому на флагштоках не буде! Будете як справжні українці скакати: «Хто не скаче, той москаль!». Також розмістив фото, як вішають європрапор перед міською радою. "Пострибайте тепер, виродки! О, пробач мене, Аллах, мою душу грішну за слова погані, але до місця і по суті вжиті…", — зіронізував чиновник.
Він також зазначив, що в Сумах «Леніна також не буде». Мінаєв звернувся до центрального комітету Компартії України, аби ті викупили сумський бронзовий пам'ятник Леніну за 16 мільйонів гривень.
Джерело-посилання
- Біографія колишнього міського голови Сум на офіційному сайті мерії

Славнозвісне інтерв'ю Мінаєва «У мене є колізія, підпис здесь і підпис здесь» - http://www.youtube.com/watch?v=N5LrD9-IBBc